# 六人部王
六人部王（むとべおう、生年不詳 - 神亀6年1月11日（729年2月13日））は、奈良時代の皇族。『万葉集』では身人部王と表記されている。系譜は明らかでないが、和銅3年（710年）に高市皇子の王子鈴鹿王とともに無位から従四位下に直叙される蔭位を受けていることから、いずれかの天皇の孫である二世王とみられる。
霊亀2年（716年）の志貴皇子の薨去に際しては、県犬養筑紫とともに喪事を監護している。
養老5年（721年）長屋王の右大臣任官と同時に従四位上に叙せられると、養老7年（723年）正四位下、神亀元年（724年）正四位上と長屋王政権下で順調に昇進を果たす。神亀3年（726年）聖武天皇の播磨国印南野への行幸に際して装束司を務めた。神亀6年（729年）1月11日卒去。長屋王の変が発生したのはその約1か月後のことだった。
長田王・門部王らとともに「風流侍従」と呼ばれたことが知られている。

## 叙位
『続日本紀』による。
- 養老5年（721年）-  1月5日 従四位上
- 養老7年（723年）-  1月10日 正四位下
- 神亀元年（724年）-  2月22日 正四位上

## 系譜
- 父：不詳
- 母：不詳
- 室：田形皇女[1]（天武天皇の皇女）
  - 王女：笠縫女王[1]